# Spamdexing
Spamdexing (od angielskich słów spam i indexing) – uznawane za nieuczciwe praktyki, stosowane przez webmasterów, polegające na dołączaniu do stron WWW takich informacji, by znalazły się na wysokiej pozycji w wyszukiwarce internetowej.
Witryna wyszukiwarki Google pozwala na zgłoszenie stron WWW, które stosują tę metodę.